# Jacob Nuiver
Jacob Nuiver, (Groninga, 1 de octubre de 1892 - Ámsterdam, 27 de junio de 1953) fue un diseñador gráfico de los Países Bajos.

## Datos biográficos
A la edad de catorce años comenzó con  Jac Nuiver como aprendiz de litógrafo en la imprenta de Casparie en Groninga, en el turno de noche , asiste a las conferencias en la Academia Minerva, también tomó clases de dibujo con Andre Vlaanderen. Luego continuó su carrera con una serie de litográficas, incluyendo la imprenta Braakensiek Brothers & Co. y Van Leer. Después de haber trabajado desde 1919 hasta 1921 en el TDN en las Indias Orientales Neerlandesas. Luego se estableció en los Países Bajos como diseñador independiente.
De 1929 a 1932, trabajó en la empresa Philips en Eindhoven, en el departamento de publicidad. Después trabajó para varias editoriales  de diseñador de libros. Desde entonces y hasta aproximadamente 1944, preparó los diseños de un centenar de cubiertas de libros.
- Wikimedia Commons alberga una categoría multimedia sobre Jacob Nuiver.